# Chachachá (canción)
«Chachachá» es la canción debut  del cantautor mexicano de indie pop Jósean Log. Se lanzó el 13 de agosto de 2015 como una versión acústica. Más tarde sería incluida en el EP debut Háblate de mí como el primer track en una versión pop.
Fue escrita por Log y producida bajo la dirección del colombiano Mateo Lewis. La canción fue bien recibida por el público que, rápidamente, se convirtió en el tema que lo lanzó a la fama, pues rebasó las 330 millones de reproducciones en YouTube y más de 500 millones en Spotify —siendo su canción más escuchada en dicha plataforma—. Logró posicionarse en el número 14 en las listas de la radio del Top 100 Alternative Songs en Argentina.

## Video musical
Dos vídeos musicales fueron lanzados para «Chachachá», el primero publicado el 13 de agosto de 2015 —como versión acústica— dirigido por Pamela Hersch, que alcanzó más de 30 millones de visitas y el segundo publicado el 14 de octubre de 2017 —como versión pop— ilustrado por la artista dominicana Shicake, que logró más de 290 millones de vizualizaciones, ambos fueron subidos en la plataforma digital YouTube. 

## Lista de canciones

### Descarga digital
| Chachachá — Sencillo |             |          |  |
| N.º                  | Título      | Duración |  |
| 1.                   | «Chachachá» | 3:28     |  |
| 3:28                 |             |          |  |

## Listas

### Semanales
| País      | Lista                             | Mejor posición | Ref.  |
| --------- | --------------------------------- | -------------- | ----- |
| Argentina | Top 100 Alternative Songs (Radio) | 14             | [ 3 ] |